# 松戸車掌区
松戸車掌区（まつどしゃしょうく）は、千葉県松戸市に存在した、東日本旅客鉄道（JR東日本）東京支社の車掌が所属していた組織である。

## 廃止時の乗務範囲
- 常磐快速線：上野 - 取手間（快速電車のみ）
- 常磐緩行線：綾瀬 - 取手間
- 成田線（我孫子線）：我孫子 - 成田間
- 山手線・常磐線：新宿 - 田端 - 水戸（臨時列車のみ）

## 歴史
- 1971年4月 - 上野車掌区松戸車掌支区として発足。
- 1988年3月 - 松戸車掌区となる。
- 2012年3月16日 - 綾瀬運輸区、我孫子運輸区発足のため廃止[1]。